# Yang Tsung-hua
Yang Tsung-hua (Taipei, 29 marzo 1991) è un tennista e allenatore di tennis taiwanese.
Nel 2008 è stato il n. 1 del mondo a livello junior, dopo aver vinto il titolo singolare junior al French Open contro il polacco Jerzy Janowicz e i titoli di doppio all'Australian Open e a Wimbledon in coppia con Hsieh Cheng-Peng, al termine di quell'anno l'ITF lo ha nominato Junior World Champion del 2008.

## Statistiche

### Tornei minori

#### Singolare

##### Vittorie (2)
| Legenda tornei minori |
| Challengers (0)       |
| Futures (2)           |

| Numero | Data            | Torneo                                            | Superficie | Avversario in finale | Punteggio     |
| 1.     | 11 gennaio 2009 | China TCL Guangzhou Futures, Canton               | Cemento    | Zeng Shaoxuan        | 6-3, 5-7, 6-4 |
| 2.     | 26 giugno 2010  | LTAM Malaysia ITF Men's Pro Circuit, Kuala Lumpur | Cemento    | Kim Young-Jun        | 6-2, 6-2      |

##### Finali perse (4)
| Legenda tornei minori |
| Challengers (1)       |
| Futures (3)           |

| Numero | Data            | Torneo                                    | Superficie | Avversario in finale | Punteggio   |
| 1.     | 22 giugno 2009  | Petaling Jaya                             | Cemento    | Luigi d'Agord        | 2–6, 2–6    |
| 2.     | 13 luglio 2009  | Gyeongsan                                 | Cemento    | Ti Chen              | 2–6, 2–6    |
| 3.     | 20 luglio 2009  | Gyeongsan                                 | Cemento    | Kim Young-jun        | 4–6, 1–6    |
| 4.     | 12 ottobre 2009 | Kashiwa                                   | Cemento    | Junn Mitsuhashi      | 1–6, 6(4)–7 |
| 5.     | 8 agosto 2011   | Beijing International Challenger, Pechino | Cemento    | Farrukh Dustov       | 1–6, 6(4)–7 |

#### Doppio

##### Vittorie (12)
| Legenda tornei minori |
| Challengers (3)       |
| Futures (9)           |

| Numero | Data             | Torneo                                                    | Superficie | Compagno       | Avversari in finale                   | Punteggio            |
| 1.     | 22 giugno 2007   | China F4, Canton                                          | Cemento    | Lee Hsin-han   | Yu Xin-Yuan Zeng Shaoxuan             | 6-4, 2-6, 7–6(5)     |
| 2.     | 19 ottobre 2008  | Japan F10, Kashiwa                                        | Cemento    | Yi Chu-Huan    | Huang Chin-Yu Peng Hsien-yin          | 6-1, 6-2             |
| 3.     | 10 gennaio 2009  | China TCL Guangzhou Futures, Canton                       | Cemento    | Lee Hsin-han   | Li Zhe Wang Yu Jr.                    | 6-0, 6-3             |
| 4.     | 4 aprile 2009    | Kofu International Open Tennis, Kōfu                      | Cemento    | Yi Chu-Huan    | Yuuya Kibi Tomohiro Shinokawa         | 6-1, 6-0             |
| 5.     | 4 luglio 2009    | Malaysian Open Dunlop Futures, Kuala Lumpur               | Cemento    | Yu Xin-Yuan    | Aqeel Khan Si Yew-Ming                | 7–6(4), 6-3          |
| 6.     | 18 luglio 2009   | Korean Gyeongsan Futures, Gyeongsan                       | Cemento    | Chen Ti        | Satoshi Iwabuchi Gouichi Motomura     | 7–6(4), 6-4          |
| 7.     | 26 luglio 2009   | Korean Gyeongsan Futures 2 2009, Gyeongsan                | Cemento    | Lee Hsin-han   | Chen Ti Satoshi Iwabuchi              | 7–6(4), 5-7, [10-8]  |
| 8.     | 29 agosto 2009   | Almaty Cup, Almaty                                        | Cemento    | Denys Molčanov | Pierre-Ludovic Duclos Alexey Kendryuk | 4-6, 7–6(5), [11-9]  |
| 9.     | 4 settembre 2009 | Bec Tero International, Nonthaburi                        | Cemento    | Lee Hsin-han   | Ketut-Nesa Arta Christopher Rungkat   | 7–6(4), 6-4          |
| 10.    | 22 novembre 2009 | Keio Challenger International Tennis Tournament, Yokohama | Cemento    | Yi Chu-Huan    | Alexey Kendryuk Junn Mitsuhashi       | 6(9)–7, 6-3, [12-10] |
| 11.    | 25 giugno 2010   | LTAM Malaysia ITF Men's Pro Circuit, Kuala Lumpur         | Cemento    | Yi Chu-Huan    | Kaden Hensel Dane Propoggia           | 6-3, 6-3             |
| 12.    | 31 luglio 2011   | Wuhai Challenger, Wuhai                                   | Cemento    | Lee Hsin-han   | Feng He Zhang Ze                      | 6–2, 7–6(4)          |

##### Finali perse (8)
| Legenda tornei minori |
| Challengers (2)       |
| Futures (6)           |

| Numero | Data              | Torneo                                         | Superficie  | Compagno       | Avversari in finale              | Punteggio        |
| 1.     | 11 settembre 2006 | Osaka                                          | Sintetico   | Lee Hsin-han   | Yaoki Ishii Hiroki Kondo         | 4-6, 3-6         |
| 2.     | 11 giugno 2007    | Delhi                                          | Cemento     | Lee Hsin-han   | Tushar Liberhan Sanam Singh      | 4-6, 5-7         |
| 3.     | 6 agosto 2007     | Semarang, Indonesia                            | Cemento     | Peng Hsien-yin | Hiroki Kondo Takahiro Terachi    | 6-3, 6(5)–7, 3-6 |
| 4.     | 20 ottobre 2008   | Tokyo                                          | Cemento     | Yi Chu-huan    | Yaoki Ishii Hiroki Kondo         | 4-6, 2-6         |
| 5.     | 24 novembre 2008  | Abierto Internacional Ciudad de Cancun, Cancún | Terra verde | Lee Hsin-han   | Łukasz Kubot Oliver Marach       | 5-7, 2-6         |
| 6.     | 15 giugno 2009    | Kuala Lumpur                                   | Cemento     | Lee Hsin-han   | Arnau Brugués-Davi Luigi d'Agord | 6(4)–7, 4-6      |
| 7.     | 12 ottobre 2009   | Kashiwa                                        | Cemento     | Lee Hsin-han   | Junn Mitsuhashi Yi Chu-huan      | 4-6, 2-6         |
| 8.     | 2 novembre 2009   | Chuncheon Challenger, Chuncheon                | Cemento     | Lee Hsin-han   | Andis Juška Dmitri Sitak         | 6-3, 3-6, [2-10] |